# Pamina Grünsteidl
Pamina Grünsteidl (* 26. November 1998 in Wien) ist eine ehemalige österreichische Kinderdarstellerin.
Grünsteidl begann mit 9 Jahren mit der Schauspielerei. Sie ist auch als Modell tätig.

## Filmographie
- 2008: Der Nikolaus im Haus
- 2009: Das Traumhotel: Malaysia
- 2009: Schnell ermittelt
- 2009: Furcht und Zittern
- 2012: Hannas Entscheidung
- 2015: Beautiful Girl
- 2016: Seit Du da bist
- 2016: Die Stille danach
- 2009, 2016: SOKO Donau
- 2018: CopStories